# Cornelis Bloemaert I
Cornelis Bloemaert (Dordrecht?, ca. 1540 - Amsterdam, begraven 1 november 1593) was een Nederlandse architect, beeldhouwer. Hij is de vader van schilder Abraham Bloemaert en de grootvader van Cornelis Bloemaert II (1603-1684). Volgens Salomon de Bray was hij de leraar van Hendrick de Keyser (I).
Hij was eerst actief in Gorinchem (Gorcum). In augustus 1567 vertrok hij vanuit daar naar 's-Hertogenbosch om er te werken aan het maken van een baldakijn boven de kansel van de Sint-Janskathedraal, die in 1566 was beschadigd tijdens de Beeldenstorm. Hiervoor kreeg hij van het kerkbestuur een dagloon van zes stuivers. Toen hij hiermee klaar was in april 1568 werd hem zestig gulden uitbetaald door het kerkbestuur. In 's-Hertogenbosch werkte hij ook aan het herstel van de stadspoorten.
In 1576 ging hij in Utrecht wonen, alwaar hij in 1586 werkte aan de versieringen voor de ceremoniële intocht van de kortstondige Engelse landvoogd Robert Dudley. Tussen 1591 en 1593 was Bloemaert stadsbouwmeester van de stad Amsterdam. Hij werkte verder ook in Gorinchem. Er zijn geen bouwwerken bekend die aan hem kunnen worden toegeschreven.
Als Cornelis in Utrecht gaat wonen wordt hij als meester aangenomen in het Utrechtse Zadelaarsgilde. In 1594 wordt hij samen met Gerrit Hermanss verkozen tot ouderman van het gilde.
- Biografisch Portaal: 14375978
- KulturNav: 90cb5661-ef81-44a3-8db4-82a06e96f405
- RKD-Nederlands Instituut voor Kunstgeschiedenis: 125559
- Virtual International Authority File: 74124793